# Guelma (stad)
Guelma is een stad in Algerije en is de hoofdplaats van de provincie Guelma.
Guelma telt naar schatting 133.000 inwoners.
De stad is gesticht in de vallei van de Oued Seybouse. Ze was al bewoond in de Romeinse tijd en droeg toen de naam Calama. De Romeinse ruïnes zijn nu nog zichtbaar.
In de streek worden olijven gekweekt en vee geteeld.

## Geboren
- Houari Boumédienne (1932-1978), president van Algerije